# Composante de réserve des Forces armées des États-Unis
La composante de réserve des forces armées des États-Unis est une organisation militaire dont les membres accomplissent généralement au moins 39 jours de service militaire par an et qui renforcent les forces armées en service actif (ou à plein temps) si nécessaire. Les éléments de la réserve sont également appelés collectivement la Garde nationale et la Réserve.
Selon l'Article 10 du Code des États-Unis (en), paragraphe 10 U.S.C. § 10102, l'objectif de chaque élément de la réserve est de fournir des unités entraînées et des personnes qualifiées disponibles pour le service actif dans les forces armées, en temps de guerre ou d'urgence nationale, et à tout autre moment où la sécurité nationale l'exige, pour répondre aux besoins des forces armées lorsque, pendant et après la période nécessaire pour acquérir et entraîner des unités et personnes supplémentaires pour assurer la mobilisation prévue, il faut plus d'unités et de personnes que dans les éléments réguliers.

## Composition

### Organismes militaires fédéraux
Les sept composantes de réserve de l'armée américaine sont : 
1. United States Army National Guard
2. United States Army Reserve
3. United States Navy Reserve
4. United States Marine Corps Reserve
5. United States Air National Guard
6. United States Air Force Reserve
7. United States Coast Guard Reserve (en)

### Auxiliaires fédéraux
Les auxiliaires civils de l'armée américaine ne sont pas considérés comme des éléments de réserve des Services respectifs, mais servent de multiplicateurs de force : 
1. Civil Air Patrol, auxiliaire de l'armée de l'air
2. United States Coast Guard Auxiliary (en), auxiliaire de la Garde côtière
3. Merchant Marine, auxiliaire de la marine
4. Military Auxiliary Radio System (en)
5. Marine Corps Cyber Auxiliary (en)

### Forces de défense d'État
1. Forces de défense d'État